# Ribets sats
Inom matematiken är Ribets sats (tidigare känd som epsilonförmodan eller ε-förmodan) ett resultat inom talteori om egenskaper av Galoisrepresentationer associerade med modulära former. Förmodan framlades av Jean-Pierre Serre och bevisades av Ken Ribet. Beviset av epsilonförmodan var ett viktigt steg mot beviset av Fermats stora sats. Såsom bevisat av Serre och Ribet, följer Fermats stora sats ur Taniyama–Shimuras sats (som då ännu var obevisad) och epsilonförmodan.

## Satsen
Låt f vara en nyform av vikt 2 på Γ0(qN), d.v.s. av nivå qN där q inte delar N, med absolut irreducibel 2-dimensionell mod p Galoisrepresentation ρf,p oramifierad vid q om q ≠ p och ändligt platt vid q = p.  Då finns det en nyform g av vikt 2 och nivå N så att
{\displaystyle \rho _{f,p}\simeq \rho _{g,p}.}